# Multiusos Fontes do Sar
Le Multiusos Fontes do Sar est un pavillon couvert polyvalent, situé dans la ville espagnole de Saint-Jacques-de-Compostelle (La Corogne, Galice). 

## Histoire
Il a été construit en 1998 et appartient à la mairie de Santiago. Il a une capacité de 6 666 spectateurs (8 888 pour les concerts). Il est situé à Rúa Diego Bernal S / N. Il est actuellement géré par la joint-venture Xade.
Le Polyvalent Fontes do Sar, d'une superficie de 10 000 m2, dispose d'une grande salle de sport publique et dispose également de piscines extérieures, ainsi que de 700 places de parking extérieures.

## Clubs résidents
Il abrite l'équipe de futsal de Santiago Futsal, l'équipe de tennis de table Arteal et l'équipe de basket-ball Obradoiro CAB.